# Gurzelen
Ne pas confondre avec le Stade de la Gurzelen, un ancien stade de football de la ville de Bienne.
Gurzelen est une commune suisse du canton de Berne, située dans l'arrondissement administratif de Thoune.